# مجزرة دوبوي

بلدية دوبوي

ترتقي مجزرة دوبوي إلى مستوى جرائم الحرب بما تضمنته من قتل وتدمير غاشم ووتطهير عرقي تم ارتكابه ضد البوشناق والكروات في منطقة دوبوي على يد جيش يوغسلافيا الشعبي ووحدات القوات شبه العسكرية الصربية من أبريل وحتى أكتوبر 1992 أثناء حرب البوسنة والهرسك. وقد سَجّل مركز البحوث والتوثيق في سراييفو أكثر من 2300 ما بين قتيل ومفقود في المنطقة خلال الحرب.
في 26 سبتمبر 1997، تمت إدانة نيكولا جورجيتش من قبل محكمة دوسولدورف (محكمة إقليمية عليا) بـ 11 تُهمة من تهم الإبادة الجماعية والتي تنطوي على قتل 30 شخصًا في إقليم دوبوي مما يجعلها أول محاكمة لجرائم الإبادة الجماعية البوسنية. ورفضت محكمة العدل الاتحادية الألمانية (المحكمة الاتحادية العليا) استئناف جورجيتش في أبريل 1999. ووجدت محكمة الاستئناف أن جورجيتش البوسني الصربي كان قائد مجموعة شبه عسكرية في إقليم دوبوي شاركت في أعمال الإرهاب ضد سكان البوسنة المحليين وتم تنفيذها بدعم من حكام الصرب وكانت تهدف إلى المساهمة في تطبيق سياسة «التطهير العرقي».

## الاستيلاء على دوبوي عام 1992
كانت لدوبوي أهمية إستراتيجية أثناء حرب البوسنة والهرسك. في عام 1991 وقبل الحرب، كان تعداد سكان الإقليم يتكون من 40.14% بوشناق (41.164) و38.83% صرب (39.820) و12.93% كروات (13.264) و5.62% يوغسلاف (5.765) وآخرين بنسبة 2.48% (2.536). وقد استولت القوات الصربية على المدينة والقرى المُحيطة بها في مايو 1992 مع سيطرة الحزب الديمقراطي الصربي على حُكم المدينة. ما تبع ذلك كان نزعًا شاملاً للسلاح وبعده اعتقالات جماعية لكل المدنيين من غير الصرب (ويسمون البوشناق والكروات).
بدأت عمليات نهب واسعة النطاق وتدمير ممنهج للملكيات الخاصة ومنازل غير الصرب بشكل يومي، بالإضافة إلى المساجد التي دمرت وسويت بالأرض. تم اعتقال العديد من غير الصرب في أماكن عدة من المدينة ممن لم يقتلوا في الحال، وتعرضوا لظروف قاسية غير إنسانية، بما في ذلك الضرب المنتظم والاغتصاب والتعذيب والعمل الشاق الإجباري. واستخدمت مدرسة في جرابسكا ومصنع شركة بوسانكا للمربى والعصائر كمعسكر للاغتصاب. وقد كان هناك أربعة أنواع مختلفة من الجنود بمعسكر الاغتصاب بالإضافة إلى الميلشيات الصربية المحلية والجيش اليوغسلافي، وقوات الشرطة المتمركزة في المدينة الصربية المُحتلة في كنين (أو «مارتيتشفيتش» تحت قيادة ميلان مارتيتش) وأعضاء مجموعة «النسور البيضاء» (بيلي أورلوفي) الذين يرتدون شارة تحمل ثلاثة نسور و«كوكاردا» على قبعاتهم.

## إدانات المحكمة الجنائية الدولية ليوغسلافيا السابقة
ذكرت المحكمة الجنائية الدولية ليوغسلافيا السابقة أن بليانا بلاسيفيتش ومومتشيلو كرايشنيك قد عملا، سواء بمفردهما أو بالتنسيق مع رادوفان كاراديتش وآخرين، على التخطيط والتحريض وإصدار الأوامر والتنفيذ أو المساعدة على التنفيذ والتحريض على التخطيط والتحضير أو تنفيذ عمليات التدمير كُليًا أو في جزء منها، ضد جنسيات البوشناق وكروات البوسنة والمجموعات الإثنية والعرقية والدينية، في العديد من المناطق، بما في ذلك وعلى سبيل المثال وليس الحصر دوبوي. وحُكم على بلافسيتش بأحد عشر عامًا، وعلى كرايشنيك بعشرين عامًا من السجن. وتضمنت لائحة اتهام بلافسيتش اتهامات بالإبادة الجماعية في دوبوي ضمت على سبيل المثال وليس الحصر جرائم القتل التالية:
- قتل في الفترة التي تسبق 10 مايو 1992 وحتى هذا اليوم 34 مدنيًا من البوشناق و/أو كروات البوسنة في قرية غورينا جرابسكا - بلدية دوبوي.
- تم اقتياد العديد من البوشناق وكروات البوسنة ممن نجوا من الهجمات والمسيرات الإجبارية إلى تلك المعسكرات وأماكن الاحتجاز، بما في ذلك على سبيل المثال وليس الحصر: مستودع الذخيرة المكشوف من 1 مايو 1992، وسجن سيبيريا بدءًا من 1 مايو 1992، ومركز سوب من 1 مايو إلى 31 يوليو 1992، وديسكو بيرسين من 1 مايو 1992، وثكنات الجيش الشعبي اليوغسلافي من 1 مايو إلى 30 يونيو 1992، وحظائر طائرات الجيش الشعبي اليوغسلافي بجوار مزرعة بوزانسكا من مايو 1992، كل ذلك في بلدية دوبوي.

في الوقت الراهن هناك حوادث أخرى يجري التحقيق فيها::
- إعدام 15 مدنيًا من سجن سيبيريا المركزي في دوبوي عام 1992;
- سلسلة من الإعدامات الجماعية ممن هم من غير الصرب على ضفاف نهر البوسنا من 17 إلى 19 يونيو 1992;
- سلسلة من عمليات الإعدام الجماعية في ثكنة «4 يوليو» العسكرية في قرية ميلج كوفاك في 12 يوليو 1992؛
- استخدام المدنيين كدروع بشرية ضد تقدم الجيش البوسني في نفس الشهر.

واعتبارًا من 2011، لا يزال يوفيكا ستانيسيتش وفرانكو سيماتوفيتش قيد المحاكمة، من بين آخرين، في تهم ارتكاب جرائم حرب في دوبوي.